# Пензадизельмаш
Акционерное общество «Пензадизельмаш» (Пензенский дизельный завод) — промышленное предприятие, ведущий в России производитель дизельных двигателей для тепловозов. Выпускает дизели и дизель-генераторы широкого назначения для магистральных, маневровых и промышленных тепловозов, электростанций, морских и речных судов, тяговых агрегатов горнодобывающей промышленности и другую продукцию. Завод расположен в городе Пенза.
Производство на предприятии осуществляется как в рамках замкнутого цикла, так и в кооперации с другими производителями. Производственный комплекс включает в себя металлургическое, сборочно-сварочное, механосборочное, ремонтное, инструментальное, заготовительное (литейное и прессовое) производства. Дизели изготавливают в специализированных цехах на поточных механизированных линиях и групповых участках. Всего на территории предприятия расположены 20 цехов и участков.
Продукция Пензадизельмаш сертифицирована Государственным учреждением «Регистр сертификации на федеральном железнодорожном транспорте». В ближайшее время на предприятии планируется проведение сертификации по системе ISO 9001 «Менеджмент качества».
Генеральный директор — Попругин Александр Сергеевич.
Численность работников предприятия — 1230 человек.
Входит в состав «Трансмашхолдинга».
Со дня начала своей деятельности завод был и до сегодняшнего дня остается единственным в стране предприятием, производящим дизели типа Д50 мощностью 1000—1200 лошадиных сил.
Пензенские дизельные двигатели предназначены для оснащения тяжелых маневровых тепловозов, используются на предприятиях горнорудной, металлургической и других отраслей промышленности; морских и речных судах различного назначения. Дизель-генераторы используются в качестве стационарных и передвижных электростанций. Весьма широк диапазон использования турбокомпрессоров для наддува дизелей — без этих изделий не в состоянии обойтись отрасль дизелестроения.
Производство дизелей осуществляется в специализированных цехах на поточных механизированных линиях и на групповых участках. За истекшие со дня основания 69 лет дизельный завод выпустил более 23000 дизель-генераторов для маневровых тепловозов и порядка 230000 турбокомпрессоров, которые используются в 60 странах мира.
За время своего существования Пензенский дизельный завод выпустил более 3000 единиц дизель-генераторов для судов морского и речного флота. Они установлены на 27 типах судов различного назначения, в том числе, на таком известном пассажирском лайнере как «Шота Руставели», на кораблях «Сергей Королев» и «Юрий Гагарин», связанных с космическими исследованиями.

## Номенклатура продукции
Дизели изготавливаются двух размерностей: 8ЧН26/26 и 6ЧН31,8/33.
Основные виды выпускаемой продукции:
Дизели Д50 (тепловозные дизели 1-ПД4А, 1-ПД4Д, 1-ПД4В, 1-ПД4Е и дизель-генераторы 1-ПДГ4А, 1-ПДГ4Д, газодизель ГДГ-50, судовые дизели Д50, стационарные источники питания ПД5), текущий и капитальный ремонт дизелей.
Турбокомпрессоры (для тепловозных дизелей, судовых дизелей, стационарных источников питания, большегрузных автосамосвалов, газомотокомпрессоров), текущий и капитальный ремонт турбокомпрессоров.
Запасные части к дизелям и турбокомпрессорам, изделиям по кооперации по заказам других производителей.
К основным видам продукции также относятся водяные и масляные насосы, эластичные муфты и антивибраторы, валоповоротные механизмы, поршни и др. изделия, постоянно поставляемые для комплектации дизелей типа Д100, выпускаемых Заводом им. В. А. Малышева (г. Харьков) и типа Д49 Коломенским заводом. Наряду с этим Пензенский дизельный завод освоил производство и выпускает 112 модификаций турбокомпрессоров 10-ти типоразмеров для 92-х типов дизелей и газовых двигателей.
В 2006 году Пензадизельмаш произвел и реализовал:
- 153 дизельных двигателя различных типов,
- 598 турбокомпрессоров.

Кроме того, завод реализовал различных запасных частей на сумму порядка 318 млн рублей.

## Историческая справка
Завод был основан согласно постановлению Совета Министров СССР от 8 ноября 1948 года № 4176-1673 как предприятие по выпуску главных дизелей типов 37Д, 33Д и 30Д для военных судов (подводных лодок и морских охотников), которые предназначались для борьбы с американскими подводными лодками.
В 1956 году в качестве специализации предприятия было определено производство среднескоростных дизелей типа Д50 (6ЧН31,8/33) мощностью 1000—1200 л.с. для железнодорожного и водного транспорта страны. Первый дизель-генератор Д50С был выпущен 26 апреля 1957 года.
Большая и ответственная задача была поставлена перед заводом по переводу железнодорожного транспорта с паровой тяги на тепловозную. Завод оснастил пензенскими дизель-генераторами тяжелые маневровые тепловозы, которые пришли на замену паровозам. В настоящее время на железных дорогах Российской Федерации и стран СНГ курсирует около 8000 тепловозов с пензенскими дизель-генераторами.
В период освоения целины, в 1960 г., перед заводом была поставлена задача по созданию и выпуску стационарных и передвижных дизель-электростанций, необходимых для электрификации сельского хозяйства. В 1960—1961 гг. в осваиваемые районы Казахской ССР было поставлено более 200 таких изделий.
Завод выпускает также мощные дизель-генераторы (600—690 кВт) для судов водного транспорта различного назначения. При создании в стране китобойных флотилий все суда-китобойцы были оснащены пензенскими дизель-генераторами в качестве главных двигателей. Для китобойных флотилий завод изготовил более 700 дизель-генераторов. Кроме этого, для оснащения судов рыболовного флота было еще поставлено свыше 360 судовых двигателей.
За период своей деятельности завод изготовил и выпустил около 2000 судовых дизель-генераторов, которые установлены на 27 типах морских и речных судов.
Всего с мая 1957 года заводом выпущено более 17000 дизель-генераторов.
В 1959 году Пензенский завод организовал и освоил производство турбовоздуходувок (турбокомпрессоров) для наддува дизелей. При установке турбокомпрессоров на дизели их мощность повышается в 1,7-2 раза. Серийный выпуск турбокомпрессоров завод начал в 1962 году. Они поставляются всем дизелестроительным заводам и предприятиям, эксплуатирующим дизели. С 1962 года изготовлено и выпущено уже около 166000 турбокомпрессоров.
Более 30 лет завод поставляет свою продукцию на экспорт. Сейчас пензенские дизель-генераторы и турбокомпрессоры можно встретить в 60 государствах мира, в том числе в Великобритании, Бельгии, Италии, Голландии, Индии, Испании, во Франции, на Филиппинах и т. д.
Коллектив завода постоянно работает над повышением качества и надежности выпускаемой продукции, над созданием и освоением производства новых видов дизельной техники. В июне 1973 года дизель-генератору ПДГ1М был присвоен государственный Знак качества. Конструкторы завода создали новые модификации дизеля типа Д49 — 17ДГ и 18ДГ, превышающие по ряду технико-экономических параметров дизели типа Д50.
Указом Президента Российской Федерации в 1996 году ОАО «Пенздизельмаш» включено в перечень акционерных обществ, производящих продукцию, имеющую стратегическое значение для обеспечения безопасности страны.
За последние годы на заводе созданы и испытаны образцы новой конкурентоспособной техники, началось освоение её производства. Это газодизель-электростанции, работающие на природном газе и производящие электроэнергию в три раза дешевле получаемой традиционными методами; газодизели для газотепловозов и другая новая техника. Совместно с Брянским машиностроительным заводом создан первый в стране газотепловоз ТЭМ-18Г. Пензенские газодизель-генераторы вошли в государственную программу газификации железнодорожного транспорта.
С 2004 года АО «Пензадизельмаш» входит в состав АО «Трансмашхолдинг».
На предприятии активно внедряется система снижения потерь на основе инструментов бережливого производства (5S, балансировка линии, КПСЦ  и т.п.).
Красочно история изображена на официальном сайте в разделе "Наша история" http://www.pdmz.ru/about-company/our-history/ Архивная копия от 20 июля 2019 на Wayback Machine

## Руководители предприятия
- Румянцев М. Н. (1949—1954)
- Ус С. И. (1954—1959)
- Иляшевич В. А. (1959—1960)
- Кириченко А. И. (1960—1962)
- Иляшевич В. А. (1962—1964)
- Сухарев О. Н. (1964—1979)
- Тахтамыш В. А. (1979—1981)
- Жогин В. П. (1981—1982)
- Сиротюк Н. Д. (1982—1987)
- Мещеряков О. Н. (1987—2001)
- Абузяров Т. В. (2001—2002)
- Чевардин А. В. (2002—2003)
- Егорычев С. В. (2003—2004)
- Симонов Н. П. (2004-2014)
- Карпов В. Ю. (2014-2015)
- Морунов Р. В. (2015-2016)
- Скуратко М.Ф. (с 2016-2020)
- Попругин А.С. (с 2020)